# Georg Selenius
George Selenius (Fredrikstad, 18 oktober 1884 - Fredrikstad, 7 mei 1924) was een Noors turner.
Selenius won tijdens de Olympische Zomerspelen 1912 de gouden medaille in de landenwedstrijd vrij systeem.

## Olympische Zomerspelen
| Jaar | Plaats    | Resultaten                   |
| ---- | --------- | ---------------------------- |
| 1912 | Stockholm | landenwedstrijd vrij systeem |